# Jaime Seoane
Jaime Seoane Valenciano (Madrid, 22 de enero de 1997), más conocido como Seoane, es un futbolista español que juega como centrocampista en el Real Oviedo de la Primera División de España.

## Trayectoria

### Categorías inferiores
El jugador madrileño empezó a jugar en el año 2003 en la Escuela Municipal de Fútbol Aluche hasta que ingresó tres años después en las categorías inferiores del Real Madrid Club de Fútbol a los 9 años en 2006.
En 2014 se incorporó al Juvenil B, y un año después se gana un puesto en el Juvenil A donde debutaría en la Liga Juvenil de la UEFA.

### Real Madrid Castilla C. F.
En 2016 pasó a formar parte de la plantilla oficial del primer equipo filial, el Real Madrid Castilla. El 28 de agosto de 2016 debutó en la Segunda División B de España en una victoria por 3-2 el contra el Real Sociedad de Fútbol "B". Durante el resto de la temporada jugaría 19 partidos más.
El 26 de abril de 2017, Jaime renovó con el club vikingo hasta 2020.
Anotó su primer gol oficial con el Castilla el 1 de noviembre de 2017 contra el Real Club Celta de Vigo "B" tras una asistencia de Luismi Quezada haciendo el 1-2 a favor de los blancos, en ese partido también dio la asistencia a Dani Gómez quien marcó el 1-4 definitivo.

### Real Madrid
El 28 de noviembre de 2017, todavía perteneciendo al Real Madrid Castilla, Jaime debuta con el primer equipo en el partido de Copa del Rey frente al Fuenlabrada, sustituyendo a Mateo Kovačić en el 81', el partido acabó en un empate a 2 y los blancos pasaron de ronda.
En verano de 2019 viajó con el primer equipo para realizar la pretemporada en Estados Unidos y jugó contra el Bayern de Múnich, Fenerbahçe y Arsenal.

### S. D. Huesca y cesión al C. D. Lugo
En agosto de ese año se marchó a la S. D. Huesca. A mitad de la temporada fue cedido al C. D. Lugo, y tras volver al conjunto oscense estuvo dos campañas más antes de recalar en el Getafe C. F., tras una gran campaña 21/22 en Segunda División en la cual anotó 14 goles y regaló 4 asistencias.

### Getafe C. F.
El 1 de julio de 2022, el Getafe C. F. anuncia el fichaje de Jaime Seoane por una cifra cercana a los 4 millones de euros y por tres temporadas. Sin embargo, el jugador sería traspasado al finalizar su primera campaña tras disputar 19 partidos con el conjunto azulón.

### C. F. Pachuca y cesión al Real Oviedo
El 4 de agosto de 2023, el jugador fue traspasado al C. F. Pachuca por un total de 2,5 millones de euros y cedido inmediatamente al Real Oviedo, ambos clubes propiedad del mismo grupo. El jugador tendría contrato con los mexicanos hasta 2027 y jugará en el club asturiano hasta junio de 2024. El 30 de junio de 2024, el club carbayón anunciaba en su web oficial la prórroga de la cesión por un año más 

## Clubes

### Categorías inferiores
| Temporada     | Club                | Categoría         | Liga  | Liga  | Copa  | Copa  | Europa | Europa | Total | Total |
| Temporada     | Club                | Categoría         | Part. | Goles | Part. | Goles | Part.  | Goles  | Part. | Goles |
| ------------- | ------------------- | ----------------- | ----- | ----- | ----- | ----- | ------ | ------ | ----- | ----- |
| 2015/16       | Real Madrid Juvenil | División de Honor | 22    | 3     | -     | -     | 5      | 0      | 27    | 3     |
| 2016/17       | Real Madrid Juvenil | División de Honor | -     | -     | -     | -     | 6      | 1      | 6     | 1     |
| Total carrera | Total carrera       | Total carrera     | 22    | 3     | 0     | 0     | 11     | 1      | 33    | 4     |

### Carrera profesional
| Club                 | País   | Año       |
| -------------------- | ------ | --------- |
| Real Madrid Castilla | España | 2016-2019 |
| Real Madrid          | España | 2017-2019 |
| S. D. Huesca         | España | 2019-2022 |
| C. D. Lugo (cesión)  | España | 2020      |
| Getafe C. F.         | España | 2022-2023 |
| Pachuca C. F.        | México | 2023-Act. |
| Real Oviedo (cesión) | España | 2023-Act. |

### Estadísticas[9]
| Club                        | Div.          | Temporada     | Liga  | Liga  | Copas nacionales(1) | Copas nacionales(1) | Total | Total |
| Club                        | Div.          | Temporada     | Part. | Goles | Part.               | Goles               | Part. | Goles |
| --------------------------- | ------------- | ------------- | ----- | ----- | ------------------- | ------------------- | ----- | ----- |
| Real Madrid Castilla España | 2.ª B         | 2016-17       | 19    | 0     | —                   | —                   | 19    | 0     |
| Real Madrid Castilla España | 2.ª B         | 2017-18       | 34    | 5     | —                   | —                   | 34    | 5     |
| Real Madrid Castilla España | 2.ª B         | 2018-19       | 39    | 3     | —                   | —                   | 39    | 3     |
| Real Madrid Castilla España | Total club    | Total club    | 92    | 8     | —                   | —                   | 92    | 8     |
| Real Madrid España          | 1.ª           | 2017-18       | 0     | 0     | 1                   | 0                   | 1     | 0     |
| Real Madrid España          | 1.ª           | 2018-19       | 0     | 0     | 0                   | 0                   | 0     | 0     |
| Real Madrid España          | Total club    | Total club    | 0     | 0     | 1                   | 0                   | 1     | 0     |
| S. D. Huesca España         | 2.ª           | 2019-20       | 4     | 0     | 2                   | 0                   | 6     | 0     |
| S. D. Huesca España         | Total club    | Total club    | 4     | 0     | 2                   | 0                   | 6     | 0     |
| C. D. Lugo España           | 2.ª           | 2019-20       | 12    | 0     | —                   | —                   | 3     | 0     |
| C. D. Lugo España           | Total club    | Total club    | 12    | 0     | —                   | —                   | 12    | 0     |
| S. D. Huesca España         | 2.ª           | 2020-21       | 29    | 1     | 2                   | 1                   | 31    | 2     |
| S. D. Huesca España         | 2.ª           | 2021-22       | 39    | 14    | 1                   | 0                   | 40    | 14    |
| S. D. Huesca España         | Total club    | Total club    | 68    | 15    | 3                   | 1                   | 71    | 16    |
| Getafe C. F. España         | 1.ª           | 2022-23       | 16    | 0     | 3                   | 0                   | 19    | 0     |
| Getafe C. F. España         | Total club    | Total club    | 16    | 0     | 3                   | 0                   | 19    | 0     |
| Real Oviedo España          | 2.ª           | 2023-24       | 41    | 4     | 2                   | 0                   | 43    | 4     |
| Real Oviedo España          | Total club    | Total club    | 41    | 4     | 2                   | 0                   | 43    | 4     |
| Total carrera               | Total carrera | Total carrera | 233   | 27    | 11                  | 1                   | 244   | 28    |

 Actualizado a 25 de julio de 2024.
(Incluye partidos de 1.ª, 2.ª, 2.ªB, Copa del Rey y promociones de ascenso)